# Qian Weicheng
Qian Weicheng (chinois simplifié : 钱维城 ; chinois traditionnel : 錢維城 ; pinyin : qián wéichéng) également retranscrit en Ch'ien Wei-Ch'êng ou Ts'ien Wei-Tch'eng, surnom : Zongpan (宗盘 / 宗盤, zōngpán), noms de pinceau : Chashan, Renan, Jiaxian, est un peintre de paysages, chinois du XVIIIe siècle, né en 1720, originaire de Wujin (ville de la province du Jiangsu), mort en 1772.

## Biographie
Qian Weicheng est un peintre de cour qui obtient en 1745, la plus haute distinction de l'Académie Hanlin et devient Zhuangyuan. Il travaille alors au Bureau des travaux publics.
Dans sa jeunesse, il apprend la peinture de fleurs avec sa grand-mère, le peintre Chen Shu, mais par la suite, il s'adonne plutôt à la peinture de paysages.
Le travail de son pinceau est simple et précis pais peu puissant, dans une encre peu nuancée et en l'absence quasi totale de lavis.

## Musées
- Boston, États-Unis (Musée des beaux-arts de Boston) :
  - Profusion de fleurs, encre et couleurs sur papier, rouleau en longueur, signé.
- Taipei, République de Chine (Taïwan) (Musée national du palais) :
  - Paysage de rivière et de montagne, encre et couleurs légères sur papier, rouleau en hauteur ;
  - Chrysanthèmes, encre et couleurs légères sur papier, rouleau en hauteur.